# Sebastian Fitzek
Sebastian Fitzek (Berlino, 13 ottobre 1971) è uno scrittore tedesco.
È autore di numerosi thriller e il suo primo romanzo, Die Therapie (La terapia, in italiano), ha avuto un grandissimo successo in Germania nel 2006, arrivando a contendere al bestseller Il Codice Da Vinci il primo posto nelle classifiche di vendita. Il romanzo è stato ideato da Fitzek mentre attendeva la fidanzata in uno studio medico: "Quando dopo mezz'ora non s'era fatta vedere, il mio cervello thriller ha cominciato a speculare: e se tutti ti dicessero che non è mai venuta?"
In Italia i suoi romanzi sono stati pubblicati da Elliot Edizioni fino al 2012, anno in cui i diritti sono passati a Einaudi con la pubblicazione de Il cacciatore di occhi.

## Romanzi
Si elencano solo le opere dell'autore pubblicate in Italia.
- La terapia (Die Therapie, 2007) (Rizzoli, 2007 - Elliot, 2010)
- Il ladro di anime (Der Seelenbrecher, 2008) (Elliot, 2009 - Einaudi, 2019)
- Il bambino (Das Kind, 2008) (Elliot, 2009)
- Schegge (Splitter, 2009) (Elliot, 2010)
- Il gioco degli occhi (Der Augensammler, 2010) (Elliot, 2011)
- Il cacciatore di occhi (Der Augenjäger, 2011) (Einaudi, 2012)
- Il sonnambulo (Der Nachtwandler, 2013) (Einaudi, 2013)
- Noah (Noah, 2013) (Einaudi, 2014)
- Portami a casa (Der Heimweg, 2020) (Fazi, 2024)
- Mimica (Mimik, 2022) (Fazi, 2025)

## Adattamenti cinematografici
Alcuni suoi romanzi sono stati adattati come film o serie TV in Germania. 

### Lungometraggi
- 2012: Das Kind
- 2018: Das Joshua-Profil
- 2018: Abgeschnitten
- 2018: Amokspiel
- 2018: Passeggero 23 (Trasmesso in Italia su Rai 2)
- 2025: The Calendar Killer (adattamento del romanzo Portami a casa)

### Serie TV
- 2023: La terapia di  Sebastian Fitzek - Miniserie televisiva prodotta da Prime Video